# Maria Duval
Ina-Maria Duval (* 2. Februar 1942) ist eine deutsche Schlagersängerin.
Maria Duval ist die jüngere Schwester des Sängers und Komponisten Frank Duval und trat zusammen mit diesem zwischen 1958 und 1962 unter dem Namen Maria und Franco Duval als Schlagerduo auf. Als Geschwister Duval waren sie 1959 in dem Heinz-Erhardt-Film Natürlich die Autofahrer zu sehen. 1960 sang sie mit ihrem Bruder das Lied der ARD-Fernsehlotterie Ich fahr’ mit dir und du mit mir. Nach der Trennung des Duos trat sie 1963 bei den Deutschen Schlager-Festspielen in Baden-Baden auf, schaffte es mit ihrem Titel Ich glaube, dass es wahr ist jedoch nicht in die Endrunde der letzten zwölf. Bei den Deutschen Schlager-Festspielen 1964 trat Maria Duval erneut auf und erreichte mit dem Titel Als wäre nichts geschehen den 10. Platz.

## Diskografie

### Singles
- 1962: Alles für die Firma
- 1963: Das kann nur die große Liebe sein
- 1963: Ich glaube / Ich gehör’ zu Dir
- 1964: Als wäre nichts geschehen / Western Lady
- 1967: So wie ich heute bin
- 1972: Malibu

## Filmografie
- 1959: Natürlich die Autofahrer

| Personendaten    | Personendaten             |
| ---------------- | ------------------------- |
| NAME             | Duval, Maria              |
| KURZBESCHREIBUNG | deutsche Schlagersängerin |
| GEBURTSDATUM     | 2. Februar 1942           |